# Is This Desire?
Is This Desire? is een album van de Britse singer-songwriter PJ Harvey. Het album werd uitgebracht in 1998 en opgenomen van april 1997 tot april 1998 in Harvey's geboortedorp Dorset, in de buurt van Londen.

## Achtergrond
Met Is This Desire sloeg PJ Harvey een nieuwe muzikale weg in. Ze bracht geen keiharde gitaren of luide rockmuziek meer, wel een eerder kalme sfeer met vooral keyboard en andere elektronische instrumenten.
De reacties van het publiek waren erg uiteenlopend. Sommige critici en fans waren teleurgesteld door Harvey's experimentele en minder bombastische stijl, anderen moedigden haar ongerepte originaliteit aan.
De meeste recensies waren erg positief. Q magazine noemde het "een mijlpaal in haar roemrijke carrière" en Entertainment Weekly schreef dat het album "een hypnotische uitwerking" had.
Het Britse tijdschrift Dazed & Confused beweerde dat Is This Desire in de komende 10 à 20 jaar zou uitgroeien tot een echte klassieker. Volgens dat tijdschrift had het album "het onberispelijke metrum van jazzmuziek, het arrangement van een dance-album, de diepgang van een symfonie en de emotionele lading van gospelmuziek."
Is This Desire was goed voor een Grammy Award nominatie voor beste alternatieve muziek.
Hoewel het album niet zo goed verkocht als zijn voorganger To Bring You My Love (Harvey's grote doorbraakplaat), hadden de singles "A Perfect Day Elise" en "The Wind" toch heel veel succes in de Britse charts.
Is This Desire is ook het allereerste album van Harvey met uitgeprinte liedjesteksten in het coverboekje.

## Tracks
PJ Harvey schreef alle liedjes zelf. Enkel het lied "Joy" schreef ze samen met Rob Ellis.
1. "Angelene" – 3:34
2. "The Sky Lit Up" – 1:52
3. "The Wind" – 4:01
4. "My Beautiful Leah" – 1:59
5. "A Perfect Day Elise" – 3:06
6. "Catherine" – 4:05
7. "Electric Light" – 3:04
8. "The Garden" – 4:12
9. "Joy" – 3:40
10. "The River" – 4:52
11. "No Girl So Sweet" – 2:45
12. "Is This Desire?" – 3:25

## Singles
1. "A Perfect Day Elise"
2. "The Wind"
3. "Angelene"

## Medewerkers
- Geproduceerd door Flood, Polly Jean Harvey & Head
- Gemixt door Marius De Vries
- Arrangementen geschreven door: Polly Jean Harvey, Rob Ellis ("The Garden"), Mick Harvey ("Angelene")
- Muzikanten: Polly Jean Harvey, Mick Harvey, John Parish, Rob Ellis, Eric Drew Feldman, Jeremy Hogg, Joe Gore
- Extra muzikanten: Terry Edwards (trompet in het lied "The River") en Richard Hunt (viool in het lied "No Girl So Sweet")